# Rhynchopsitta pachyrhyncha
Rhynchopsitta pachyrhyncha là một loài chim trong họ Psittacidae.